# Mercedes (Uruguay)
Mercedes è una cittadina uruguaiana capoluogo del dipartimento di Soriano.

## Geografia
È situata sulle rive del Río Negro, a circa 35 km a monte della confluenza di questo nell'Uruguay. Mercedes sorge a circa 280 km a nord-ovest della capitale Montevideo.

## Storia
Fu fondata nel 1788 con il nome di Capilla Nueva de las Mercedes dal canonico Manuel Antonio de Castro y Careaga. Il 28 febbraio 1811, nei pressi della città di verificò il cosiddetto Grito de Asencio, ossia la decisione dei creoli della Banda Oriental si aderire alla giunta ribelle di Buenos Aires e di ribellarsi alle autorità coloniali spagnole di Montevideo. Fu dichiarata capoluogo del dipartimento a posto di Villa Soriano il 6 luglio 1857. Nel 1868 la città fu duramente colpita da un'epidemia di colera.
Nella seconda metà del XIX secolo, con lo sviluppo dell'economia uruguaiana, anche Mercedes fu interessata dall'arrivo di alcune migliaia di immigrati, in larga maggioranza italiani che andarono a trasformare il tessuto socio-culturale della città.

## Monumenti e luoghi d'interesse
- Cattedrale di Nostra Signora della Mercede
- Castello Mauá

## Infrastrutture e trasporti
La città di Mercedes è un importante snodo stradale dell'Uruguay sud-occidentale. È infatti situata all'incrocio delle strade nazionali 2, 14, 21 e 95.